# 7a edició dels Premis Sant Jordi de Cinematografia
La 7a edició dels Premis Sant Jordi de Cinematografia (aleshores oficialment Premios San Jorge) va tenir lloc l'1 d'octubre de 1963, patrocinada pel "Cine Forum" de RNE a Barcelona dirigit per Esteve Bassols Montserrat i Jordi Torras i Comamala. Aquesta fou la primera edició que l'entrega va coincidir amb el I Sonimag. L'acte fou presentat per Luis Ezcurra Carrillo, president de RNE i presidit pel secretari provincial d'Informació i Turisme, Sr. Munuera, en representació del delegado provincial, Jaime Delgado, el secretari d l'ajuntament Esteve Bassols Montserrat i el president de l'Associació de premsa Antonio Martínez Tomás.

## Premis Sant Jordi
| Categoria                      | Premiat                      | Labor premiada   |
| ------------------------------ | ---------------------------- | ---------------- |
| Millor pel·lícula espanyola    | Los atracadores              | Pel·lícula       |
| Millor pel·lícula estrenada    | West Side Story              | Robert Wise      |
| Millor interpretació espanyola | Manuel Gallardo              | Tierra de todos  |
| Millor interpretació           | Sophia Loren                 | La ciociara      |
| Millor sala de Barcelona       | Cinema Comèdia               | -                |
| Millor Cine Club de Catalunya  | Cine Club Studio de Badalona | -                |
| Millor curtmetratge            | Crin-Blanc                   | Albert Lamorisse |